# Jan-Erik "Bumba" Lindqvist
Jan-Erik "Bumba" Lindqvist, folkbokförd Jan-Eric Lindqvist, född 1 juli 1939 i Katarina församling i Stockholm, är en svensk musiker (bas), medlem i gruppen Trio me' Bumba. 
År 1957 bildade Lindqvist Trio Bumba (senare Trio me' Bumba) på Södermalm i Stockholm tillsammans med sångaren och gitarristen Tommy Wener (1939–2002) och dragspelaren Bertil Lindblom (född 1940). Gruppen är främst känd för låtarna "Spel-Olles gånglåt" (1963) och "Man ska leva för varandra" (1969). Trio me' Bumba är på 2000-talet fortfarande verksam.

## Filmografi
- 1961 – Svenska Floyd